# Hymn of the Seventh Galaxy
Hymn of the Seventh Galaxy – trzeci album studyjny amerykańskiej grupy jazzfusionowej Return to Forever, wydany w 1973 roku przez Polydor Records.

## Lista utworów
Opracowano na podstawie materiału źródłowego.
Wydanie LP:
Strona A
| Nr | Tytuł utworu                 | Muzyka         | Długość |
| -- | ---------------------------- | -------------- | ------- |
| 1. | „Hymn of the Seventh Galaxy” | Chick Corea    | 3:32    |
| 2. | „After the Cosmic Rain”      | Stanley Clarke | 8:25    |
| 3. | „Captain Señor Mouse”        | Chick Corea    | 9:01    |
|    |                              |                | 20:58   |

Strona B
| Nr | Tytuł utworu                | Muzyka      | Długość |
| -- | --------------------------- | ----------- | ------- |
| 1. | „Theme to the Mothership”   | Chick Corea | 8:49    |
| 2. | „Space Circus, Pts. I & II” | Chick Corea | 5:42    |
| 3. | „The Game Maker”            | Chick Corea | 6:47    |
|    |                             |             | 21:18   |

## Twórcy
Opracowano na podstawie materiału źródłowego.
Muzycy:
- Chick Corea – pianino, keyboardy, organy, klawesyn, gongi
- Stanley Clarke – gitara basowa
- Bill Connors – gitara elektryczna, gitara akustyczna
- Lenny White – perkusja, instrumenty perkusyjne

Produkcja:
- Chick Corea – produkcja muzyczna